# Kao the Kangaroo (jeu vidéo, 2022)
Kao the Kangaroo est un jeu vidéo de plates-formes développé et édité par Tate Multimedia, sorti le 27 mai 2022 sur Microsoft Windows, Nintendo Switch, PlayStation 4, PlayStation 5, Xbox One et Xbox Series. Il s'agit du quatrième volet de la franchise et du premier titre sorti après Kangaroo 3: Mystery of the Volcano en 2005.

## Système de jeu
Kao the Kangaroo est un jeu de plates-formes d'action 3D à la troisième personne où le joueur contrôle Kao, un kangourou pouvant se déplacer et sauter à travers des obstacles et des plates-formes suspendues dans une variété d'environnements. Il est également capable d'attaquer les ennemis à l'aide de ses gants de boxe et d'explorer des zones cachées pour obtenir des objets de collection.

## Trame
Situé dans un monde d'animaux anthropomorphes, un combattant kangourou nommé Kao part à la recherche de sa sœur disparue, Kaia, et découvre le secret de son père disparu depuis longtemps. Pour ce faire, il doit combattre les fameux "maîtres combattants" alors influencés par une puissance obscure, et finalement affronter le puissant Guerrier Éternel qui menace l'équilibre du monde.

## Développement
Kao the Kangaroo est développé et édité par le studio polonais Tate Multimedia qui a précédemment créé tous les autres jeux de la série Kao. Le jeu a été annoncé en juin 2020, qui marquait le 20e anniversaire de la série, avec le premier art conceptuel et les premières informations faisant surface au moi de septembre. Le développement a commencé peu de temps après la réédition du deuxième jeu de la série, Kao the Kangaroo Round 2 sur Steam, en 2019 à la suite d'une diffusion du hashtag #BringKaoBack sur les réseaux sociaux. L'annonce a été suivie d'un court clip de gameplay montrant les premières images de Kao dans une jungle. Le jeu utilise Unreal Engine 4. Bien que Kao the Kangaroo devait initialement sortir en 2021, les développeurs ont ensuite repoussé la date de sortie vers 2022. Le jeu sort ainsi le 27 mai 2022 sur Microsoft Windows, Nintendo Switch, PlayStation 4, PlayStation 5, Xbox One et Xbox Series.